# Präferenzutilitarismus
Der Präferenzutilitarismus, auch Interessenutilitarismus oder ökonomischer Utilitarismus, ist eine moderne Variante des Utilitarismus, die vor allem vom australischen Philosophen Peter Singer entwickelt wurde.
Wird beim hedonistischen Handlungsutilitarismus der moralische Wert einer Handlung daran gemessen, wie weit sie allgemein Leid (Schmerz) minimiert bzw. Freude (Lust) maximiert, so nimmt der Präferenzutilitarismus die Beachtung der Präferenzen aller betroffenen Wesen als Maßstab, um eine Handlung und deren Auswirkungen zu beurteilen. Der Begriff Präferenz bezeichnet hier die generellen, rationalen und emotionalen Interessen eines Wesens (etwa das grundlegende rationale Lebensinteresse, wie es bei allen Individuen vorliegt) und schränkt sich nicht auf die aktuellen und kontextabhängigen Interessen ein, die zum Zeitpunkt der Handlung vorliegen.
Deckt sich also die Auswirkung einer Handlung mit allen vorliegenden Präferenzen, ist die Handlung moralisch gut. Anderenfalls muss der Handelnde notwendigerweise einen Ausgleich finden, etwa, indem er durch eine weitere Tat den zuvor missachteten Präferenzen im vermehrten Maß entspricht.
Die Missachtung der Präferenz einer Person fällt hierbei in der Regel schwerer ins Gewicht, als dies bei anderen Wesen der Fall ist (vor allem in Bezug auf die Tötung, welche bei Personen niemals ausgleichbar ist), denn Personen begreifen sich selbst als vom Umfeld abgegrenzte Entitäten und ihre Interessen sind langfristiger und weitaus komplexer.

„Eine Person zu töten bedeutet […] normalerweise nicht nur eine, sondern eine Vielzahl der zentralen und bedeutendsten Präferenzen, die ein Wesen haben kann, zu verletzen. Sehr oft wird dadurch alles, was das Opfer in den vergangenen Tagen, Monaten oder sogar Jahren zu tun bemüht war, ad absurdum geführt.“

Der Begriff Person umfasst hier alle ihrer selbst bewussten Wesen, unabhängig von der Spezies. Singer meint damit zum Beispiel ausgewachsene Menschen und Menschenaffen, sofern keine geistige Beeinträchtigung vorliegt.